# 黒田アーサー
黒田 アーサー（くろだ あーさー、Arthur Kuroda、1961年2月1日 - ）は、アメリカ合衆国サンフランシスコ生まれの日本の俳優。名前は名付け親が外国人だったからで、外国の血は入っていない。明治大学経営学部卒業。エクセリング所属。現在は東京都在住。既婚。

## 略歴
- 1982年、テレビドラマ『名犬ゴローの冒険 ビバ!カナダ』（全編が一か月にわたるカナダロケ）で俳優としてデビューする。
- 1985年、テレビドラマ『夏・体験物語』に、女子高生をナンパするプレーボーイ役として出演。
- 1986年、シングル「Angel Baby／雨にぬれて」をCBS・ソニーよりリリースし、歌手デビューを果たす。
- 2002年、テレビドラマ『仮面ライダー龍騎スペシャル 13RIDERS』で悪役である高見沢逸郎 / 仮面ライダーベルデ役として出演する。
- 2006年、PSP『極魔界村』（製作：カプコン）のCMに出演し、主人公である伝説の騎士「アーサー」の空白の15年間を演じた。
- 2007年2月25日にハワイの教会で、23歳下の一般人女性と挙式するも、2008年8月に離婚[2]。
- 2011年10月17日、17歳年下のネイルアーティストと再婚することが報じられた。

## 出演作品

### テレビドラマ
- 木曜ゴールデンドラマ「名犬ゴローの冒険 ビバ!カナダ」（1982年8月26日、読売テレビ） ※デビュー作
- 平岩弓枝ドラマシリーズ（フジテレビ）
  - 「花ホテル」（1983年） - ベルボーイ 役
  - 「蝶々さんと息子たち」（1984年）
- 木曜9時の女「息子が恋人」（1985年、テレビ朝日）
- 夏・体験物語（1985年、TBS） - 沢村勇 役
- 春風一番!（1986年、日本テレビ）
- 花嫁衣裳は誰が着る（1986年、フジテレビ） - 麻見由夫 役
- あによめ（1986年、東海テレビ）
- 季節はずれの海岸物語（1988年1月1日、フジテレビ） - 伸人 役
- 君の瞳をタイホする! 第6話「はち合わせ! バレンタイン合コンツアー」（1988年、フジテレビ）
- ドラマスペシャル「スパゲティー恋物語」（1988年4月14日、フジテレビ） - 柴田守一 役
- 土曜ドラマスペシャル（TBS）
  - 「初恋センター あなたの初恋捜します」（1988年7月30日）
  - 「ラストバラードは君に…」（1988年11月26日）
  - 「スティル・ライフ 霧子とマリエの犯罪的同棲生活」（1989年4月29日） - 悠二 役
- 意外とシングルガール（1988年、TBS） - 山田翔一 役
- 君が嘘をついた（1988年、フジテレビ） - 小川浩一 役
- 男と女のミステリー（フジテレビ）
  - 「幸福発迷路行き」（1988年11月25日） - 一柳一清 役
  - 「街」（1989年4月21日） - 中岡知彦 役
  - 「消えたミステリー」（1991年6月14日） - 北原 役
- シリーズ街・渋谷「だまされたって、愛されたい」（1989年5月、テレビ朝日）
- 同・級・生 第8話（1989年、フジテレビ） - 後藤 役
- 裸の大将 第33話「清の三泊四日五島の旅」（1989年6月4日、関西テレビ） - 志朗 役
- 愛の劇場（TBS）
  - 「夏色の天使」（1989年） - 清水善太郎 役
  - 「あっとほーむ」（2000年） - 浅沼 役
  - 「一攫千金夢家族」（2002年）
- 過ぎし日のセレナーデ（1989年 - 1990年、フジテレビ） - 志津子の恋人 役
- 火曜サスペンス劇場「狙われて」（1989年12月12日、日本テレビ）
- 愛しあってるかい!スペシャル（1990年4月4日、フジテレビ） - スキー場のペンションのオーナー 役
- ドラマスペシャル「不熟につき」（1990年9月15日、NHK）
- ドラマチック22「ちょっとだけ覗かせて・ホステス編」（1990年9月29日、TBS）
- 新春ドラマスペシャル「君としよ恋としよ」（1991年1月3日、NHK）
- 月曜・女のサスペンス「彼女が愛した男」（1991年12月9日、テレビ東京）
- 大河ドラマ（NHK）
  - 「信長 KING OF ZIPANGU」（1992年） - 平手五郎右衛門 役
  - 「徳川慶喜」（1998年） - 桂小五郎 役
- HOTEL（TBS）
  - 第2シリーズ 第6話「奇妙な三角関係」（1992年2月13日） - 滝沢 役
  - 第5シリーズ 第4話「奇人変人ご到着」（1998年4月30日） - 川口 役
- 世にも奇妙な物語 第3シリーズ「声が聞こえる」（1992年5月21日、フジテレビ） - 主演・中村保 役
- ドラマシティ'92「好きだと言ってくれたなら」（1992年12月24日、読売テレビ）
- 高校教師（1993年、TBS） - 樋口尚樹 役
- 清左衛門残日録（1993年、NHK） - 桑田倫之助 役
- 悪魔のKISS 第1話「悪魔のささやき」（1993年7月7日、フジテレビ） - 商社マン 役
- 君に伝えたい 第8回「私の恋は売約済み」（1994年5月21日、毎日放送）
- 風のロンド（1995年、東海テレビ） - 野代英明 役
- ドラマ新銀河「ワイン殺人事件25歳の夏」（1995年、NHK）
- 土曜ワイド劇場（テレビ朝日）
  - 「混浴露天風呂連続殺人16」（1996年12月21日） - 杉山孝雄 役
  - 「法医 歯科学の女2」（1997年8月9日） - 古賀聡 役
- 京都始末屋事件ファイル 第1話「結婚詐欺に泣いた女!始末屋とは?」（1999年7月1日、テレビ朝日） - 稲垣正平 役
- はみだし刑事情熱系 PART4 第4話「魔の殺人トリック! 狙われた女キャリア」（1999年10月27日、テレビ朝日） - 町田洋介 役
- 花村大介スペシャル ナースを救え!!（2001年1月2日、フジテレビ） - 桑田光彦 役
- 女と愛とミステリー「海の沈黙」（2001年3月18日、BSジャパン） - 神田浩 役
- ウルトラマンコスモス 第18話「二人山伝説」（2001年11月3日、TBS） - 竹越真一 役
- 真夜中は別の顔（2002年、NHK） - 柴田直 役
- 天国への階段（2002年、読売テレビ） - 木内 役
- 仮面ライダー龍騎スペシャル 13RIDERS（2002年9月19日、テレビ朝日） - 高見沢逸郎 / 仮面ライダーベルデ 役
- ドラマ30（毎日放送・中部日本放送）
  - 「ショコラ」（2003年） - 川津良一郎 役
  - 「スウとのんのん」（2005年） - 三枝慶太 役
- TRICK 第3話・第4話（2003年10月30日・11月6日、テレビ朝日） - 芥川呂都里下須 役
- 怪談新耳袋 第3シリーズ 第47話「花嫁さん」（2004年5月、BS-i） - 主演
- 月曜ミステリー劇場「ペットシッター沢口華子の事件簿2」（2004年11月8日、TBS） - 増田信介 役
- こちら本池上署 第5シリーズ 最終話「秘密泥棒」（2005年9月12日、TBS） - 永田勇介 役
- 金曜ナイトドラマ（テレビ朝日）
  - アンナさんのおまめ 第8話「まさかのキャバクラNo.1!! 女の戦い勃発」（2006年12月1日）
  - 匿名探偵 第6話「探偵と断りきれない女」（2012年11月16日） - 幻斉 / 山田良夫 役
  - 家政夫のミタゾノ 第4シリーズ 第7話「ゴーストライター」（2020年7月17日） - 稲葉英夫 役
- 美味學院 第11話・第12話（2007年、テレビ東京） - 北坂勝吉 役
- 金色の翼（2007年、東海テレビ） - 奥寺麻人 役
- 金曜プレステージ（フジテレビ）
  - 「松本清張スペシャル・殺人行おくのほそ道」（2007年12月7日） - 杉村武雄 役
  - 「赤い霊柩車26」（2010年10月1日） - 藤原 役
  - 「ヤバい検事 矢場健〜ヤバケンの暴走捜査〜」（2012年2月24日） - 堀田貴則 役
- 坂の上の雲（2010年、NHK） - 杉村虎一 役
- 水曜ミステリー9「刑事・ガサ姫〜特命・家宅捜索班〜」シリーズ（2012年 - 2014年、テレビ東京） - 姫野健夫 役

### 映画
- ハチ公物語（1987年8月1日、松竹）
- 塀の中のプレイボール（1987年8月15日公開、松竹） - 山根務 役
- TOMORROW 明日（1988年8月13日公開、ヘラルドエース） - 石原継夫 役
- 落陽（1992年9月15日公開、日活） - 康平 役
- Deep Love アユの物語（2004年4月3日公開、ZAVN） - 相川真 役 ※友情出演
- 母のいる場所 -台風一過-（2004年5月8日公開、KAERU CAFE） - 陸男 役
- 真昼の花（2005年10月8日公開、KAERU CAFE） - サラリーマン 役
- コアラ課長（2006年1月14日公開、トルネード・フィルム） - 野中守 役
- かにゴールキーパー（2006年5月27日公開、BBMC） - 西島解説員 役
- 日本以外全部沈没（2006年9月2日公開、クロックワークス） - 編集長 役
- 極道の妻たち Neo（2013年6月8日公開、東映ビデオ） - 次原 役
- 振り子（2015年2月28日公開、よしもとクリエイティブ・エージェンシー） - 取引先の社長 役
- さざ波ラプソディー（2017年1月20日公開、MIRAI PICTURES JAPAN） - 佐伯肇 役
- 君のまなざし（2017年5月20日公開、日活） - 橘大介 役
- 殺る女（2018年10月27日公開、プレシディオ）
- エリカ38（2019年6月7日、KATSU-do） - 池田 役
- 18歳のおとなたち（2023年12月2日、レイワジャパン）[3]

### オリジナルビデオ
- ハートフル・ラブストーリー 危険な恋の物語（1992年、アズバーズ）
- 鳳 ３・４（2010年、GPミュージアム）- 天地会北条組組長 北条定勝(天地会十人衆)

### バラエティー
- 欽ドン!良い子悪い子普通の子おまけの子（1983年、フジテレビ） - 普通の下宿人 役
- 英語会話I（1991年頃、NHK教育テレビ）
- オールスター感謝祭（2001年・2013年、TBS）
- 女子アナの罰（2013年、TBS）

### ラジオ
- スーパーDJ ONLINE（エフエム東京）
- Cosmo Oil music circuil（TOKYO FM）

### CM
- 小林製薬「タフグリップ」（1991年）
- 黄桜酒造
- ダイドーブレンドコーヒー「リアルブラック」
- カプコン「極魔界村」（2006年） - 主人公アーサー騎士 役
- 中日本自動車短期大学（学校法人神野学園）
- 中日本航空専門学校（学校法人神野学園）
- 三信工務店

### 舞台
- ジャック・ブレルは今日もパリに生きて歌っている
- 真夜中のパーティー
- 研修医魂
- 質屋の女房
- スイッチを押すとき 2007年版
- 愛称→蔑称[4]
- 蜻蛉の住む家[5]

### ゲーム
- 仮面ライダー龍騎 - 仮面ライダーベルデ 役

## ディスコグラフィ
- Angel Baby／雨にぬれて（1986年6月21日、CBS・ソニー）
- ナイスチョット（1991年8月21日）
長保有紀とのコラボレート。
- 経験（1991年12月1日）
ダンプ松本とのコラボレート。辺見マリの同名曲のカバー。